# D.N.A. (Červený trpaslík)
D.N.A. (v anglickém originále DNA) je druhá epizoda čtvrté série (a celkově dvacátá) britského sci-fi sitcomu Červený trpaslík. Poprvé byla odvysílána 21. února 1991 na kanálu BBC2.

## Děj epizody
Červený trpaslík narazí na neznámou loď a i když její zachycení v jednu chvíli neúmyslně sabotuje Kocour tím, že si potřebuje vysušit vlasy a zapnutím fénu vyřadí celý snímací pult, nakonec se celá akce podaří. Loď je na průzkum poměrně velká, takže se skupina rozdělí na dvě dvojice: Lister jde s Kocourem a Rimmer s Krytonem.
Rimmer najde mrtvolu člověka se třemi hlavami, jenže větší objev udělají Lister s Kocourem: najdou podivnou místnost s ovládacím pultem posetým barevnými knoflíky. Kocour začne zběsile mačkat na knoflíky, když v tom se ze stropu snese světelný paprsek a uvězní Listera. Ten prosí Kocoura, aby na nic nešahal a zavolal Krytona, jenže Kocour chce kamaráda osvobodit sám a mačká další knoflíky. V tu chvíli zazní počítačový hlas, který oznámí "transmogrifikace za 10 vteřin a odpočítávám". Zoufalý Lister tentokrát prosí Kocoura, aby zmáčkl další tlačítka, jenže ten pro změnu navrhuje zavolat Krytona. Lister zmizí a místo něj se objeví slepice. Do místnosti vpadnou Rimmer s Krytonem a když se zeptají, kde je Lister, Kocour ukáže na slepici. Kryton přijde s tezí, že zařízení nějakým způsobem transformuje DNA v jinou DNA, což by vysvětlovalo toho tříhlavého člověka. Kryton pochopí ovládání a zkusí Listera vrátit zpátky, ale pouze ho přemění ze slepice na křečka. Požádá tedy Kocoura, aby mu ukázal, které knoflíky mačkal a Kocour znovu uvězní osobu ve světelném paprsku, jenže tentokrát Krytona. Kocour mačká dál a povede se mu Listera změnit zpátky v člověka a na radu Rimmera zkusí to samé u Krytona. Ten se ovšem následně také změní v člověka.
Zpátky na Červeném trpaslíku Rimmer začne pracovat na pokusu oživit sám sebe tím, že se naklonuje ze svého lupu, který najde pod postelí. Pod mikroskopem si ho prohlíží Kocour, když náhle kýchne a Rimmerovy plány tím pohřbí. Na ošetřovně Kryton projde zdravotnickou prohlídkou a je nadšený z toho, že je člověk, dokonce vtipkuje na účet androidů. Jeho nadšení postupně opadá, obzvlášť po rozhovoru se svými náhradními hlavami, které odsoudí jeho povýšenost. Na radu Listera se rozhodne přeměnit zpátky na androida.
Zpátky v DNA komoře se krytonovy proměny ujme Holly. Jenže posádka Trpaslíka nevěří jejím schopnostem, takže Rimmer navrhne malý test: když přemění kuřecí vindaloo (který Lister právě jí) na skopové vindaloo, bude moci přeměnit i Krytona. Holly ovšem celý proces zkazí a přemění jídlo ve vindaloo bestii - "napůl člověka a napůl indický vypalovák". Posádka před ní uprchne a po delší honičce se vrátí zpátky do DNA komory. Holly dostane další možnost na nápravu a tentokrát se obětuje Lister. Po Holly chce, aby z něj udělal superčlověka; to se podaří, Lister se změní na RoboCopa, ale pouze 30 cm vysokého. Při dalším útěku před vindaloo bestií rozlijí na zem pivo z plechovky, které si předtím Lister připravil k zapití jídla. Vindaloo bestie do něj šlápne, což jí způsobí bolest. Lister jí pak jednu plechovku hodí do úst a následně ji rozstřelí. Hlava bestie exploduje.
Miniaturního Listera trefí jeden kus bestie a srazí ho na podlahu. Když k němu ostatní přijdou, Lister pojídá zbytek bestie a zeptá se jich: "Jedli jste už někdy porci poppadomu velkou jako Atlantik? Je to moc dobrý!"

## Zajímavosti
- Vindaloo bestie je zlikvidována pomocí ležáku značky Leopard, který se tu objevuje poprvé. Rob Grant a Doug Naylor už nechtěli, aby byl mok uzavřen v jednotných šedých plechovkách jako v prvních sériích. Proto použili podstatnou část grafického rozpočtu na pivní etikety.[3]
- Kryton se stává člověkem a odívá se podivným mixem šatstva, které bylo smýšleno jako směsice módního vkusu ostatních členů posádky. "Byla to zvláštní zkušenost," prohlásil Robert Llewellyn, představitel Krytona, "neboť jsem tak zvyklý pracovat celý pokrytý Krytonovým kostýmem. Když jsem tam tak bez něj seděl, cítil jsem se opravdu obnažený. V onen týden bylo v publiku zastoupeno mnoho mých příbuzných a já si říkal: "Sakra, oni mě všichni uvidí!" Obvykle bývá Červený trpaslík jedinou show, kterou dělám, před níž nejsem nervózní. Vejdu a celý se schovám za masku. Cítím, že to ve skutečnosti nejsem já.".[3]

## Kulturní reference
V epizodě zazní jména osob:
- Glenn Miller, René Descartes, Pepek námořník

a názvy děl:
- Frankensteinova nevěsta, RoboCop